# Молодёжное (Житомирская область)
Молодёжное (укр. Молодіжне) — село, входит в Пулинский район Житомирской области Украины.
Население по переписи 2001 года составляло 232 человека. Почтовый индекс — 12000. Телефонный код — 4131. Занимает площадь 0,737 км². Код КОАТУУ — 1825482605.
18 марта 2010 г. преобразовано из посёлка в село.

## Местный совет
12031, Житомирская обл., Пулинский р-н, с. Курное, ул. Центральная, 10